# 孫國楨
孙国桢（?—?），直隸省永平府樂亭縣人，清朝政治人物、同進士出身。
光绪九年（1883年），登癸未科進士；同年五月，著交吏部掣签分发各省，以知县即用。历官山东曲阜、滋阳、范县知县。